# Інуїт Атакатігііт
Інуїт Атакатігііт — демократична соціалістична, сепаратистська політична партія в Гренландії, яка прагне зробити Гренландію незалежною державою.

## Історія створення
Інуїт Атакатігііт заснована 1976 року в результаті зростання молодіжного радикалізму в Данії у 1970-х роках. Партія виступає за соціалістичну економіку, за поступовий рух до капіталістичного підходу, підтримку ринкової економіки та приватизації. Інуїт Атакатігііт вважає, що незалежна Гренландія має бути конкурентноспроможною. 1982 року партія провела кампанію на національному референдумі за вихід Гренландії з Європейського економічного співтовариства (ЄЕС). Муте Б. Егеде очолює партію з грудня 2018 року.

## Результати виборів
На парламентських виборах у Гренландії 2009 року Інуїт Атакатігіт здійснила значний прорив. Партія подвоїла загальну кількість місць у парламенті з 7 до 14 місць із 31, що на два місця не вистачає до більшості, і майже подвоїла загальну частку голосів з 22,4 % до 43,7 %. Вона витіснила обох своїх партнерів по коаліції, перемістила партію «Вперед» з першого місця на друге, а партію демократів — з другого на третє. На виборах 2014 року партія отримала 11 депутатів у парламенті Гренландії. Після виборів 2021 року вона стала найбільшою партією в парламенті Гренландії з 12 місцями.

### Парламент Гренландії
| Вибори   | голосів | %          | Сидіння | +/–       |
| -------- | ------- | ---------- | ------- | --------- |
| 1979 рік | 813     | 4.4 (№ 4)  | 0 / 21  | новий     |
| 1983 рік | 2,612   | 10,6 (№ 3) | 2 / 26  | ▲</img> 2 |
| 1984 рік | 2732    | 12.1 (№ 3) | 3 / 25  | ▲</img> 1 |
| 1987 рік | 3,823   | 15.3 (№ 3) | 4 / 27  | ▲</img> 1 |
| 1991 рік | 4,848   | 19,4 (№ 3) | 5 / 27  | ▲</img> 2 |
| 1995 рік | 5,180   | 20.3 (№ 3) | 6 / 31  | ▲</img> 1 |
| 1999 рік | 6,214   | 22.1 (№ 3) | 7 / 31  | ▲</img> 1 |
| 2002 рік | 7,244   | 25,3 (№ 2) | 8 / 31  | ▲</img> 1 |
| 2005 рік | 6,517   | 22,6 (№ 3) | 7 / 31  | ▼</img> 1 |
| 2009 рік | 12 457  | 43,7 (№ 1) | 14 / 31 | ▲</img> 7 |
| 2013 рік | 10,374  | 34,4 (№ 2) | 11 / 31 | ▼</img> 3 |
| 2014 рік | 9,783   | 33,2 (№ 2) | 11 / 31 | ▬</img> 0 |
| 2018 рік | 7,478   | 25,5 (№ 2) | 8 / 31  | ▼</img> 3 |
| 2021 рік | 9,933   | 37,4 (№ 1) | 12 / 31 | ▲</img> 4 |

### Парламент Королівства Данія
| Вибори   | голосів       | %             | Сидіння       | +/–           |
| -------- | ------------- | ------------- | ------------- | ------------- |
| 1984 рік | 2,939         | 13,7 (№ 3)    | 0 / 2         | новий         |
| 1987 рік | 2001          | 12,5 (№ 3)    | 0 / 2         | ▬</img> 0     |
| 1988 рік | 3,628         | 17.3 (№ 3)    | 0 / 2         | ▬</img> 0     |
| 1990 рік | 3,281         | 17,0 (№ 3)    | 0 / 2         | ▬</img> 0     |
| 1994 рік | не запускався | не запускався | не запускався | не запускався |
| 1998 рік | 4,988         | 21.4 (№ 3)    | 0 / 2         | ▬</img> 0     |
| 2001 рік | 7,172         | 30,8 (№ 1)    | 1 / 2         | ▲</img> 1     |
| 2005 рік | 5,774         | 25,5 (№ 2)    | 1 / 2         | ▬</img> 0     |
| 2007 рік | 8,068         | 32,5 (# T-1)  | 1 / 2         | ▬</img> 0     |
| 2011 рік | 9780          | 42,7 (№ 1)    | 1 / 2         | ▬</img> 0     |
| 2015 рік | 7,904         | 38,5 (№ 1)    | 1 / 2         | ▬</img> 0     |
| 2019 рік | 6,881         | 33,4 (№ 1)    | 1 / 2         | ▬</img> 0     |
| 2022 рік | 4,852         | 25.2 (№ 2)    | 1 / 2         | ▬</img> 0     |